# Arkadiusz Orzechowski
Arkadiusz Bernard Orzechowski (ur. 1956, zm. 30 maja 2021) – polski lekarz weterynarii, profesor dr habilitowany nauk weterynaryjnych o specjalności fizjologia zwierząt.

## Życiorys

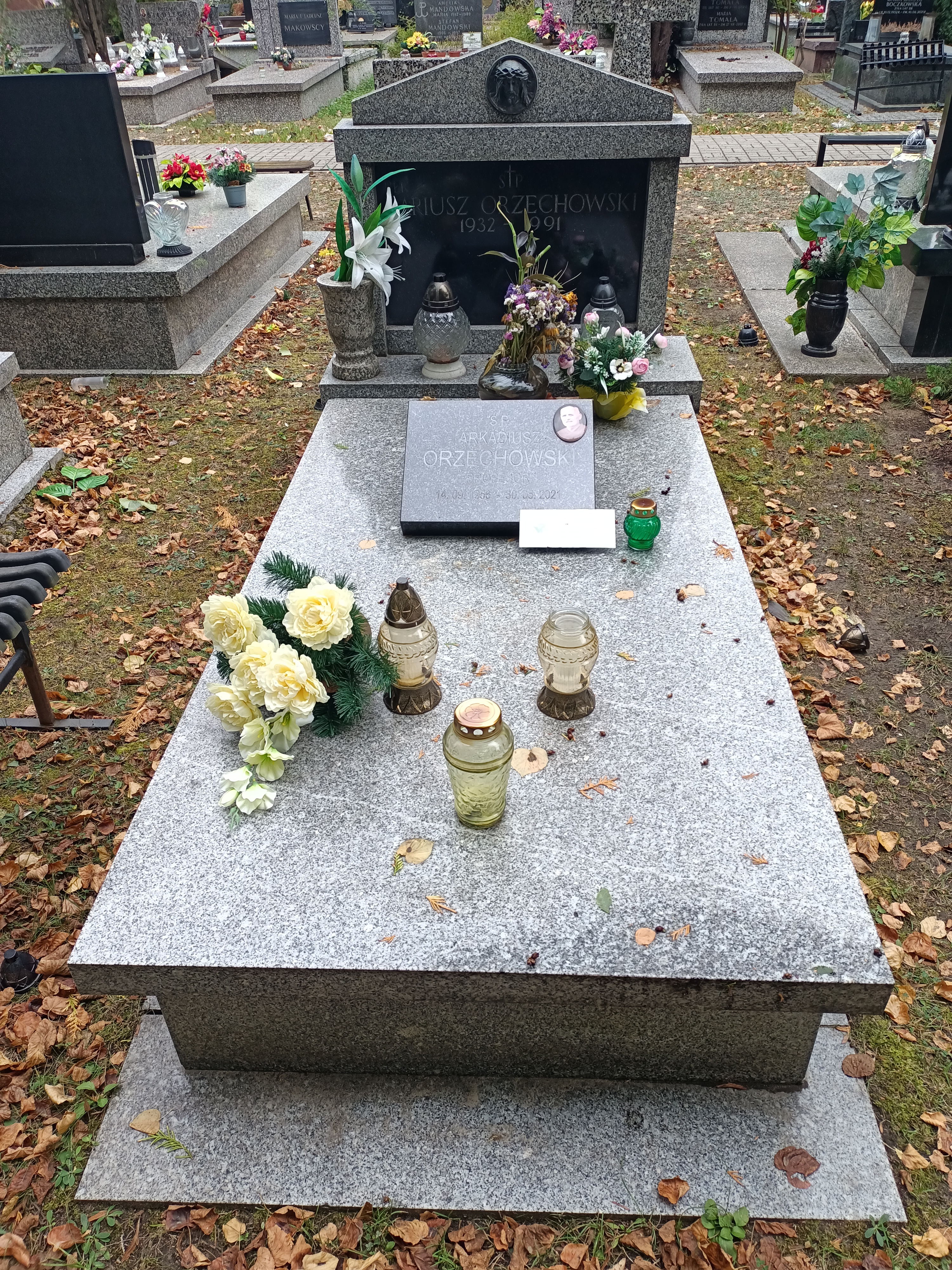
Grób Arkadiusza Orzechowskiego na Cmentarzu Komunalnym Północnym w Warszawie

W 1988 roku przeprowadził rozprawę doktorską Wpływ propionaniu i chlorku amonowego na glukoneogenezę i ureogenezę w wątrobie owiec – badania in vivo oraz in vitro uzyskując stopień doktora nauk weterynaryjnych. W 2001 roku habilitował się rozprawą Wpływ cytokin, czynników wzrostowych i zmian homeostazy prooksydacyjno-antyoksydacyjnej na procesy wzrostu, różnicowania i śmierci komórek miogennych uzyskując stopień doktora habilitowanego nauk weterynaryjnych o specjalności fizjologia zwierząt. W 2008 roku otrzymał nominację profesorską.
Był profesorem nadzwyczajnym Szkoły Głównej Gospodarstwa Wiejskiego w Warszawie (Wydział Medycyny Weterynaryjnej, Katedra Nauk Fizjologicznych) oraz profesorem w Instytucie Medycyny Doświadczalnej i Klinicznej im. M. Mossakowskiego Polskiej Akademii Nauk w Warszawie.

## Zainteresowania naukowe
Był fizjologiem molekularnym, patofizjologiem, badaczem regulacji rozwoju i regeneracji mięśni szkieletowych (m.in. skutków stresu oksydacyjnego), przyczyn uniku immunologicznego komórek nowotworowych oraz mechanizmów działania tratw lipidowych w komórkach prawidłowych i transformowanych. W badaniach stosuje metody alternatywne (hodowle komórkowe), molekularne i mikroskopię elektronową. Zajmował się metabolizmem związków azotowych niebiałkowych oraz krótkołańcuchowych kwasów tłuszczowych. W tym celu rozwinął techniki izotopowe oraz ilościową metodę przyżyciowego szacowania natężenia przemian pośrednich (1981–1987).

## Dorobek naukowy
Był autorem ponad 100 artykułów naukowych, kierownikiem grantów zwykłych, promotorem 7 zakończonych doktoratów (w tym 5 wyróżnionych) oraz recenzentem prac doktorskich i habilitacyjnych. Wieloletni Przewodniczący Oddziału Warszawskiego Polskiego Towarzystwa Nauk Weterynaryjnych (2000–2009). Członek licznych towarzystw naukowych (European Cell Death Organization, European Cooperation in Anticancer Research, Polskie Towarzystwo Medycyny Regeneracyjnej). W latach 2003–2008 reprezentant Polski w akcjach European Cooperation in Science and Technology (COST 925, COST 927). Członek ruchu Spartanie Dzieciom.

## Odznaczenia
W 2002 roku został odznaczony Srebrnym Krzyżem Zasługi.